# Advanced Amiga Architecture
Advanced Amiga Architecture är en generation av dedicerade kretsar som används i Amiga-datorer. Detta är den fjärde generationen av kretsar som utvecklades under ledning av Dave Haynie. Dessvärre kom den aldrig i produktion, eftersom företaget Commodore gick i konkurs strax innan kretsarna var färdigutvecklade.
I denna generation har de ursprungliga kretsarna utvecklats en hel del. Kretsen Paula byter namn till Mary (16-bitars ljud i 8 kanaler), Andrea (uppdaterad blitter), Monica och Linda kan nu hantera bilder med högre upplösning.
| Amiga Chipset                                                                                                |
| Original Amiga Chipset \| Enhanced Chip Set \| Advanced Graphics Architecture \| Advanced Amiga Architecture |